# درگاه اطلاعاتی سازمان
یک پورتال سازمانی یا درگاه اطلاعاتی سازمان، چهارچوبیست برای یکپارچه کردن اطلاعات، مردم و فرایندها از طریق مرزهای سازمانی. یک پورتال یک نقطه ورود واحد پدیدمی‌آورد
که اغلب در قالب یک UI مبنی بر وب است، و برای جمع‌آوری اطلاعات از طریق برنامه‌های کاربردی خاصی که portlet نامیده می‌شود، طراحی شده‌است.
عموماً پورتال به معنی چیزی است که سایت‌های بزرگ اینترنتی با سرمایه‌گذاری زیاد از آن استفاده می‌کنند تا یک ورودی یا درگاه به وب ایجاد کنند در حالی که این تعریف دقیقاً هم درست نیست. یک پورتال، کاری به مقدار سرمایه شما ندارد یا اینکه چقدر سایت شما شناخته شده‌است. درحقیقت پورتال سایتی است که درگاهی را برای ورود به دنیای اطلاعات در مورد موضوع مشخصی به شما عرضه می‌کند. پورتال یک سایت بسیار بزرگ بر روی اینترنت است که می‌تواند حجم بالایی از اطلاعات و سرویس‌دهی به کاربران و بازدیدکنندگان را اداره کند. به زبان فنی یک سایت پورتال از یک صفحه ورودی پر از داده و پیوند شده تشکیل شده که امکانات زیاد و مخاطبین متنوعی را پشتیبانی می‌کند.
پورتال مجموعه‌ای از سیستم‌های ترکیبی است که کار یافتن اطلاعات را برای کاربران ساده می‌کند. برنامه‌های این سیستم معمولاً شامل اخبار، سرویس‌های رایگان پست الکترونیکی، موتورهای جستجو، فروشگاه‌های برخط (Online)، اتاق‌های گفتگو، انجمن‌ها، تبلیغات طبقه‌بندی شده، پیوند به سایت‌های دیگر و از همه مهم‌تر یک موتور جستجو می‌باشند. هدف از تمامی این برنامه‌ها تنها ایجاد آسودگی و ایجاد حس «اجتماع» برای کاربران است و ایجاد این اعتماد در کاربران که به جای این که در سراسر وب به دنبال اطلاعات بگردند و به تنهایی تکه‌های پازل را پیدا و سوار کنند از پورتال استفاده کرده و سفر خود را از آنجا آغاز کنند؛ بنابراین در این حالت پورتال یک سرویس با ارزش را برای جلوگیری از هدر رفتن وقت کاربران فراهم می‌کند. امروزه پورتال‌ها تقریباً قادر به انجام هر موضوع قابل تصوری هستند.

## تاریخچه
اواسط دهه ۱۹۹۰ پورتال‌های همگانی و عمومی همانند Excite, AOL, AltaVista و Yahoo ظهور پیدا کردند. این سایت‌ها یک مجموعه از سرویس‌های کلیدی (همانند اخبار، پست الکترونیکی، گزارش آب و هوا، قیمت‌های کالا و جستجو) که اغلب در جعبه‌های مستقل یا همان portletها نمایش داده می‌شدند را ارائه می‌دادند. طولی نینجامید که سازمان‌هایی از همه نوع به داشتن مکانی (وب‌گاهی) از این نوع برای معرفی کالاها و خدمات گوناگونشان احساس نیاز کردند و شروع به جمع‌آوری آن‌ها بر اساس تکنولوژی‌های مبتنی بر وب کردند.
در اواخر دهه ۱۹۹۰، کمپانی‌های نرم‌افزاری شروع به تولید بسته‌های آماده پورتال‌های سازمانی کردند. این بسته‌های نرم‌افزاری شامل ابزارهایی بودند برای سازمان‌ها به منظور تولید و توسعه سریع پورتال سازمانی که توسط خود سازمان‌ها قابل سفارشی (customize) شدن بود. بسیاری از این محصولات اولیه جدا از یک application server خاص ساخته شده بودند و کمپانی‌ها شاهد احتمال پس زدن محصولات از جنسیٰسازی کردن از تکنولوژی application server بودند. سازمان‌ها ممکن است بر اساس توجه استراتژیک و ساختار تجاری برای تولید چندین پورتال اقدام کنند در حالی که از چهارچوب‌های معماری، کتابخانه componentها یا متدلوژی‌های پروژه استانداردشده (نظیر B2E,B2C,B2B,B2G و غیره) استفاده مجدد می‌کنند.
در سال ۲۰۰۳، کمپانی‌های پورتال‌های سازمانی مبتنی بر جاوا استانداردی تولید کردند که JSR-168 شناخته شد. این استاندارد یک API برای ایجاد قابلیت همکاری مابین پورتال‌های سازمانی و پورتلت‌ها مشخص می‌کند. کمپانی‌های نرم‌افزاری شروع به تولید پورتلت‌های سازگار با استاندارد JSR-۱۶۸ کردند که می‌تواند روی هر پورتال سازمانی سازگار با JSR-168 پیاده شود. هم‌اکنون نسخه دوم این استاندارد یعنی JSR-286 در حال گذرران دوران آزمایشی خود در دسترس عموم می‌باشد.
پورتال در واقع چهارچوبی است که اطلاعات و سرویس‌های مختلف را کنار یکدیگر قرار داده و تحت یک درگاه جامع و سراسری ارائه می‌دهد. با استفاده از پورتال می‌توان به یکپارچه سازی سیستم‌های مجزا کمک کرده و کاربران را برای استفاده از خدمات موجود یاری داد. سیستم‌های مختلف اداری و سازمانی مانند سیستم‌های مالی، مدیریت منابع انسانی، مدیریت ارتباط با مشتری، مدیریت ارتباط با شرکا، مدیریت اسناد، مدیریت زنجیرهٔ تأمین، حسابداری، انبارداری، برنامه‌ریزی تولید، اطلاع‌رسانی و … در کنار یکدیگر و بر روی یک پورتال قرار می‌گیرند. به این ترتیب تبادل اطلاعات در بین این سیستم‌ها بسیار آسان و به صورت خودکار انجام می‌شود. به عنوان مثال به هنگام خرید کالا این سیستم به صورت خودکار به سیستم انبارداری وصل شده و موجودی انبار را برای سفارش کالا مورد بررسی قرار می‌دهد.
به این ترتیب جریان اطلاعاتی درون سازمان به صورت کاملاً ساخت یافته و خودکار توسط پرتال مدیریت می‌شود. این امر عملیات نظارت بر جریان اطلاعات و عملکرد واحدهای مختلف را بهبود می‌بخشد. در واقع پورتال‌ها بر روی اینترانت داخلی شرکت‌ها بالا قرار می‌گیرند و سرویس‌های مختلف را در اختیار کارمندان، مشتریان و همکاران شرکت قرار می‌دهند. این ترتیب ویژگی‌های زیر از ویژگی‌های اصلی هر پورتال به شمار می‌رود.
۱. دریچهٔ ورود منحصربه‌فرد
۲. هدف دار بودن اطلاعات
۳. در دسترس بودن اطلاعات
۴. تجمیع اطلاعات
پورتال‌های سازمانی در راستای ایجاد دروازه ورود یکپارچه در سازمان‌ها پیاده‌سازی می‌شوند؛ لذا جهت انتخاب پورتال سازمانی مناسب برای شرکت خود می‌بایست موارد متعددی را مد نظر قرار دهید. از آنجا که پورتال‌ها دروازه ورود به سازمانی شما می‌باشند، باید موارد متعددی در زمینه مدیریت محتوا، امنیت، مدیریت کاربران، نقش‌ها و گروه‌های کاربری، یکپارچه سازی با سامانه‌های دیگر از جمله ایمیل، اتوماسیون و … اشاره کرد.

## ویژگیهای اساسی
- نقطه ورود واحد : پورتال‌های سازمانی می‌توانند قابلیت single sign-on مابین کاربران و دیگر امکاناتشان برقرار کنند. این ویژگی مستلزم این است که کاربر تنها یک بار خودش را برای سیستم معرفی یا تعیین هویت کند. لیست‌های کنترل دسترسی نگاشت مابین محتوای پورتال و سرویس‌های موجود در پورتال بر مبنای تعداد کاربر، مدیریت می‌کنند.
- یکپارچگی : اتصال بین توابع و داده‌ها از سیستم‌های گوناگون درون بخش‌های جدید یا همان پورتلت‌ها.
- شخصی‌سازی : این ویژگی اجازه می‌دهد کاربران بتوانند محیط کاریشان را در وب‌گاه آن طور که می‌خواهند cutomize کنند. یعنی مشتریانی که از پورتال استفاده می‌کنند می‌توانند وب‌گاهشان را به روش خود و بر مبنای خصوصیات خود ویرایش و طراحی کنند. آن‌ها می‌توانند سرویس‌ها و مضامینی که ترجیح می‌دهند انتخاب کنند.
- مجوزدهی : توانایی‌ای برای مدیران پورتال به منظور محدود کردن انواع خاصی از سرویس‌ها و محتویات که کاربران می‌توانند به آن‌ها دسترسی داشته باشند. برای مثال، اطلاعات محرمانه شرکت‌ها می‌تواند تنها برای قابل دسترسی کارمندان آن شرکت باشد.
- گردش کار: تمامی فرایندها دارای یک روند اجرایی هستند. این فرایند به بخش‌های مختلف تقسیم شده و با زمان‌بندی مشخص به افراد مختلف اختصاص داده و انجام می‌شوند. حداقل امکانی که به بهتر شدن کیفیت فرایند کمک می‌کند، پیاده‌سازی آن بر روی کاغذ می‌باشد. اما آیا این امکان کافی است؟ آیا بدین وسیله می‌توان علاوه بر روند کار، نحوه انجام کار و زمان‌بندی آن را کنترل کرد؟ یکی از امکانات پورتال ارائه مدیریت گردش کار است. (Workflow Management)
- ارسال پیام: ارسال پیام به ازای رویدادهایی که برای کاربر مهم هستند. این سیستم با استفاده از email یا خود پورتال پیامی برای مشتری ارسال کرده و به او می‌گوید که رویداد درخواست شده اتفاق افتاده است. به عنوان مثال کاربران می‌توانند در بخش تنظمیات خود، برای دریافت پیام‌های شخصی، دریافت یک وظیفه، دریافت یک خبر با عنوانی خاص "دریافت پیام " را درخواست کنند. (Alert)
- ارائه مکانیزمی که از طریق آن کاربران بتوانند در بخش‌های مختلف پورتال عضو شده و در صورت تغییر اطلاعات آن بخش یا افزودن *اطلاعات جدید، Email دریافت کنند .(Subscribe / What’s new)
- ایجاد امکان ارتباط کاربران با مسوولین پورتال و دیگر کاربران پورتال به صورت هم‌زمان (“Chat”)یا غیر هم‌زمان (“Forum”). (Collaboration)
- ارائه سرویس‌های متداول در اینترنت
- ساختار پیمایش ساده به گونه‌ای که کاربر با کمترین کلیک به مکان، سرویس یا اطلاعات مورد نظرش دست یابد .(Browse / Navigate Documents)
- ساختار مشخصی برای ارائه اطلاعات به کاربر(Taxonomy)
- راهکارهای امنیتی: به منظور تعیین سطوح دسترسی کاربران و نقش هر کاربر در سیستم. این سطح دسترسی شامل بازدیدکنندگان و مسوولین پورتال می‌شود. (Security)
- پشتیبانی برقراری ارتباط با منابع خارج از پورتال نظیر web service و سایت‌های دیگر، برای دریافت اطلاعات و سرویس‌های مورد نیاز